# Henry Billings
Henry Billings (* 13. Juli 1901 in Bronxville, New York; † Oktober 1985 in Sag Harbor, New York) war ein US-amerikanischer Maler, Illustrator, Wandmaler und Kunstpädagoge.

## Leben
Henry Billings wurde 1901 in Bronxville, New York geboren. Er war ein Enkel des renommierten Chirurgen und ersten Direktors der New York Public Library, John Shaw Billings. Er besuchte die St. Paul’s School in Concord, New Hampshire, und studierte anschließend an der Art Students League of New York. In den 1930er Jahren war er Mitglied der Künstlerkolonie in Woodstock, New York, und unterrichtete von 1935 bis 1953 am Bard College. Neben seiner künstlerischen Tätigkeit arbeitete er zeitweise in Architekturbüros in New York City. Billings war bekannt für seine Beiträge zu öffentlichen Kunstprojekten während des New Deal. So erhielt er mehrere Aufträge von der Section of Painting and Sculpture des US-Finanzministeriums, darunter Wandgemälde für Postämter in Lake Placid (New York), Medford (Massachusetts), Wappingers Falls (New York) und Columbia (Tennessee). Henry Billings starb im Oktober 1985 in Sag Harbor auf Long Island.

## Werk
Henry Billings’ künstlerischer Stil war stark von der Präzision und Ästhetik mechanischer Formen geprägt. In seinen Werken zeigt sich seine Faszination für Maschinen, Technik und industrielle Prozesse. Er kombinierte Elemente des Surrealismus mit einer klaren, geometrischen Formensprache, die dem amerikanischen Precisionism nahesteht. Besonders bekannt ist sein Wandgemälde eines Panthers in der Radio City Music Hall in New York City, das bis heute erhalten ist. Für das Life Magazine schuf er 1945 eine Serie von Gemälden, die die Perspektive eines Kampfpiloten beim Tiefflugangriff durch das Visier seines Flugzeugs darstellen. Neben Wandmalereien schuf Billings auch Lithografien und illustrierte Bücher, darunter eigene Werke wie Construction Ahead (1950), All Down the Valley (1952) und Bridges (1955).